# Paracycling-Straßeneuropameisterschaften 2021
Die Paracycling-Straßeneuropameisterschaften 2021 (2021 UEC Para-Cycling Road European Championships) fanden vom 3. bis 6. Juni 2021 in den österreichischen Orten Schwanenstadt, Lochen am See und Peuerbach statt. Es waren die ersten europäischen Titelwettbewerbe im Paracycling auf der Straße.
Rund 130 Sportlerinnen und Sportler aus 15 Ländern kämpften um EM-Titel in 14 Rennklassen, je im Einzelzeitfahren sowie im Straßenrennen.

## Resultate

### Zeitfahren Klasse B
| Frauen – WB (12,5 km) |                                      |              |            |
| #                     | Fahrerin/Pilotin                     | Nationalität | Zeit (min) |
|                       | Dominika Putyra/ Ewa Bankowska       | POL          | 17:57,09   |
|                       | Justyna Kiryła/ Aleksandrą Tecław    | POL          | + 0:06,05  |
|                       | Jewgenija Zachilowa/ Olga Nikischina | RUS          | + 0:59,81  |

| Männer – MB (12,5 km) |                             |              |            |
| #                     | Fahrer/Pilot                | Nationalität | Zeit (min) |
|                       | Tristan Bangma/ Patrick Bos | NED          | 15:15,03   |
|                       | Marcin Polak/ Michał Ładosz | POL          | + 0:34,46  |
|                       | Rick Veldkamp/ Rick Flens   | NLD          | + 0:45,99  |

### Straßenrennen Klasse B
| Frauen – WB (49,8 km) |                                   |              |           |
| #                     | Fahrerin/Pilotin                  | Nationalität | Zeit (h)  |
|                       | Justyna Kiryła/ Aleksandrą Tecław | POL          | 1:16:00   |
|                       | Dominika Putyra/ Ewa Bankowska    | POL          | + 1 Runde |
|                       | Angelika Biedrzycka/ Ewą Bugdoł   | POL          | + 1 Runde |

| Männer – MB (49,8 km) |                                         |              |          |
| #                     | Fahrer/Pilot                            | Nationalität | Zeit (h) |
|                       | Tristan Bangma/ Patrick Bos             | NLD          | 1:09:24  |
|                       | Marcin Polak/ Michał Ładosz             | POL          | gl. Zeit |
|                       | Piotr Kołodziejczuk/ Marcin Białobłocki | POL          | + 2:09   |

### Zeitfahren Klasse C
| #             | Fahrerin              | Nationalität | Zeit (min) |
| ------------- | --------------------- | ------------ | ---------- |
| WC2 (12,5 km) |                       |              |            |
|               | Christelle Ribault    | FRA          | +0:09,40   |
| WC3 (12,5 km) |                       |              |            |
|               | Flurina Rigling       | SUI          | 21:38,59   |
|               | Aniek van den Aarssen | NED          | + 0:05,49  |
|               | Denise Schindler      | GER          | + 0:06,11  |
| WC5 (12,5 km) |                       |              |            |
|               | Vanessa Laws          | GER          | 29:41,90   |

| #             | Fahrer                 | Nationalität | Zeit (min) |
| ------------- | ---------------------- | ------------ | ---------- |
| MC1 (12,5 km) |                        |              |            |
|               | Michael Teuber         | GER          | 19:18,20   |
|               | Pierre Senska          | GER          | + 0:14,68  |
|               | Bernardo Vieira        | POR          | + 1:58,92  |
| MC2 (12,5 km) |                        |              |            |
|               | Ivo Koblasa            | FRA          | 18:29,37   |
|               | Telmo Pinão            | POR          | + 1:30,98  |
|               | Roger Bolliger         | SUI          | + 1:35,87  |
| MC3 (12,5 km) |                        |              |            |
|               | Eduardo Santas Asensio | ESP          | 17:28,86   |
|               | Steffen Warias         | GER          | + 0:16,30  |
|               | Wolfgang Sacher        | GER          | + 0:21,70  |
| MC4 (12,5 km) |                        |              |            |
|               | Mickael Carlier        | FRA          | 17:45,25   |
|               | Tobias Vetter          | GER          | + 0:05,17  |
|               | Fabio Bernasconi       | SUI          | + 0:12,14  |
| MC5 (12,5 km) |                        |              |            |
|               | Jakob Klinge           | GER          | 18:00,87   |
|               | Fabian Döring          | GER          | + 1:20,11  |
|               | Jurriën ten Kleij      | NED          | + 1:26,56  |

### Straßenrennen Klasse C
| #                       | Fahrerin     | Nationalität | Zeit (h) |
| ----------------------- | ------------ | ------------ | -------- |
| Frauen – WC1 (39,84 km) |              |              |          |
|                         | Vanessa Laws | GER          | 1:11:53  |

| #                       | Fahrer                 | Nationalität | Zeit (h)  |
| ----------------------- | ---------------------- | ------------ | --------- |
| Männer – MC1 (44,82 km) |                        |              |           |
|                         | Pierre Senska          | GER          | 1:12:43   |
|                         | Michael Teuber         | GER          | gl. Zeit  |
|                         | Bernardo Vieira        | POR          | + 1 Runde |
| Männer – MC2 (44,82 km) |                        |              |           |
|                         | Ivo Koblasa            | CZE          | 1:12:43   |
|                         | Telmo Pinão            | POR          | gl. Zeit  |
|                         | Roger Bolliger         | SUI          | gl. Zeit  |
| Männer – MC3 (44,82 km) |                        |              |           |
|                         | Steffen Warias         | GER          | 1:12:31   |
|                         | Eduardo Santas Asensio | ESP          | gl. Zeit  |
|                         | Valentin Sicot         | FRA          | gl. Zeit  |
| Männer – MC4 (44,82 km) |                        |              |           |
|                         | Mickael Carlier        | FRA          | 1:09:00   |
|                         | Tobias Vetter          | GER          | + 0:11    |
|                         | Fabio Bernasconi       | SUI          | + 1:26    |
| Männer – MC5 (44,82 km) |                        |              |           |
|                         | Franz-Josef Lässer     | AUT          | 1:13:12   |
|                         | Ondrej Strečko         | SVK          | gl. Zeit  |
|                         | Jakob Klinge           | GER          | gl. Zeit  |

### Zeitfahren Klasse T
| #                     | Fahrerin              | Nationalität | Zeit (min) |
| --------------------- | --------------------- | ------------ | ---------- |
| Frauen – T2 (12,5 km) |                       |              |            |
|                       | Angelika Dreock-Käser | GER          | 27:23,34   |
|                       | Marieke van Soest     | NED          | + +0:09,40 |

| #                     | Fahrer            | Nationalität | Zeit (min) |
| --------------------- | ----------------- | ------------ | ---------- |
| Männer – T1 (12,5 km) |                   |              |            |
|                       | Fabiano Wey       | SUI          | 32:30,73   |
| Männer – T2 (12,5 km) |                   |              |            |
|                       | Hans-Peter Durst  | GER          | 23:07,75   |
|                       | Friedrich Freytag | GER          | + 2:12,63  |
|                       | Theodor Matican   | ROU          | + +4:08,66 |

### Straßenrennen Klasse T
| #                       | Fahrerin          | Nationalität | Zeit (min) |
| ----------------------- | ----------------- | ------------ | ---------- |
| Frauen – WT2 (29,88 km) |                   |              |            |
|                         | Marieke van Soest | NED          | 1:20:01    |

| #                       | Fahrer            | Nationalität | Zeit (min) |
| ----------------------- | ----------------- | ------------ | ---------- |
| Männer – MT1 (29,88 km) |                   |              |            |
|                         | Fabiano Wey       | SUI          | 1:23:15    |
| Männer – MT2 (39,84 km) |                   |              |            |
|                         | Hans-Peter Durst  | GER          | 1:20:36    |
|                         | Friedrich Freytag | GER          | + 6:27     |
|                         | Theodor Matican   | ROM          | + 2 Runden |

### Zeitfahren Klasse H
| #                      | Fahrerin               | Nationalität | Zeit (min) |
| ---------------------- | ---------------------- | ------------ | ---------- |
| Frauen – WH3 (10,6 km) |                        |              |            |
|                        | Anna Oroszova          | SLO          | 20:30,49   |
|                        | Kateřina Antošová      | CZE          | + 34:38,06 |
| Frauen – WH4 (10,6 km) |                        |              |            |
|                        | Sandra Graf            | SUI          | 19:29,82   |
|                        | Silke Pan              | SUI          | + 0:24,32  |
|                        | Swetlana Moschkowitsch | RUS          | + 0:40,91  |
| Frauen – WH5 (10,6 km) |                        |              |            |
|                        | Chantal Haenen         | NED          | 19:10,25   |

| #                      | Fahrer              | Nationalität | Zeit (min) |
| ---------------------- | ------------------- | ------------ | ---------- |
| Männer – MH1 (10,6 km) |                     |              |            |
|                        | Patrick Jahoda      | CZE          | 26:51,22   |
|                        | Alain Tuor          | SUI          | + 1:42,34  |
|                        | Rafael Mikolajczyk  | POL          | + 2:34,78  |
| Männer – MH2 (10,6 km) |                     |              |            |
|                        | Christophe Marchal  | FRA          | 24:29,03   |
|                        | Wolfgang Schattauer | AUT          | + 3:43,20  |
| Männer – MH3 (10,6 km) |                     |              |            |
|                        | Walter Ablinger     | AUT          | 17:00,56   |
|                        | Heinz Frei          | SUI          | + 20,31    |
|                        | Rafal Szumiec       | POL          | + 1,14     |
| Männer – MH4 (10,6 km) |                     |              |            |
|                        | Thomas Frühwirth    | AUT          | 15:29,72   |
|                        | Rafał Wilk          | POL          | + 0:40,58  |
|                        | Alexander Gritsch   | AUT          | + 0:54,01  |
| Männer – MH5 (10,6 km) |                     |              |            |
|                        | Mitch Valize        | NED          | 15:21,56   |
|                        | Luis Costa          | POR          | + 1:24,11  |
|                        | Krzysztof Plewa     | POL          | + 1:49,16  |

### Straßenrennen Klasse H
| #                      | Fahrerin          | Nationalität | Zeit (h)  |
| ---------------------- | ----------------- | ------------ | --------- |
| Frauen – WH3 (26,4 km) |                   |              |           |
|                        | Anna Oroszova     | SLO          | 57:43     |
|                        | Elisabeth Egger   | AUT          | + 1 Runde |
| Frauen – WH4 (26,4 km) |                   |              |           |
|                        | Silke Pan         | SUI          | 57:39     |
|                        | Julia Dierkesmann | GER          | + 1:02:47 |
|                        | Cornelia Wibmer   | SUI          | + 2:18    |
| Frauen – WH5 (26,4 km) |                   |              |           |
|                        | Chantal Haenen    | NED          | 57:06     |

| #                      | Fahrer              | Nationalität | Zeit (h) |
| ---------------------- | ------------------- | ------------ | -------- |
| Männer – MH1 (26,4 km) |                     |              |          |
|                        | Alain Tuor          | SUI          | 1:03:59  |
|                        | Rafael Mikolajczyk  | POL          | + 01:28  |
|                        | Benjamin Früh       | SUI          | + 2:37   |
| Männer – MH2 (26,4 km) |                     |              |          |
|                        | Christophe Marchal  | FRA          | 58:05    |
|                        | Wolfgang Schattauer | AUT          | + 12:48  |
|                        | Florian Jouanny     | FRA          | + 2:03   |
| Männer – MH3 (44,0 km) |                     |              |          |
|                        | Steffen Seifart     | GER          | 1:14:02  |
|                        | Heinz Frei          | SUI          | gl. Zeit |
|                        | Sidney Bito         | NED          | + 1:50   |
| Männer – MH4 (44,0 km) |                     |              |          |
|                        | Joseph Fritsch      | FRA          | 1:13:08  |
|                        | Thomas Frühwirth    | AUT          | + 0:27   |
|                        | Fabian Recher       | SUI          | + 3:44   |
| Männer – MH5 (44,0 km) |                     |              |          |
|                        | Mitch Valize        | NED          | 1:16:34  |
|                        | Krzysztof Plewa     | POL          | gl. Zeit |
|                        | Luis Costa          | POR          | + 1:54   |